# 6e régiment de dragons

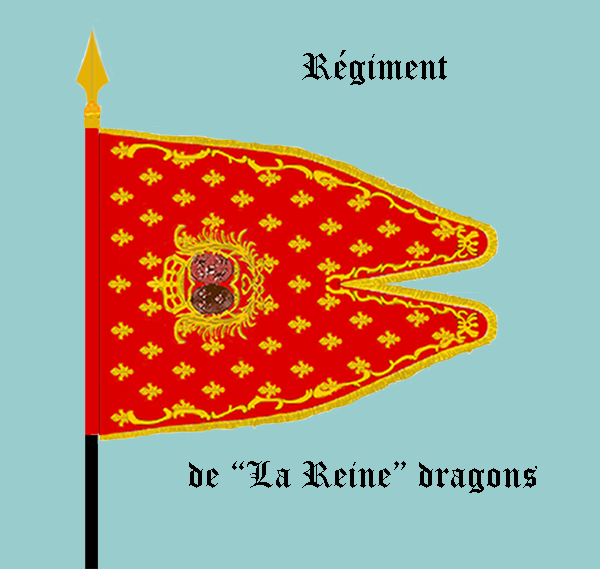
Standarte (bis 1791)

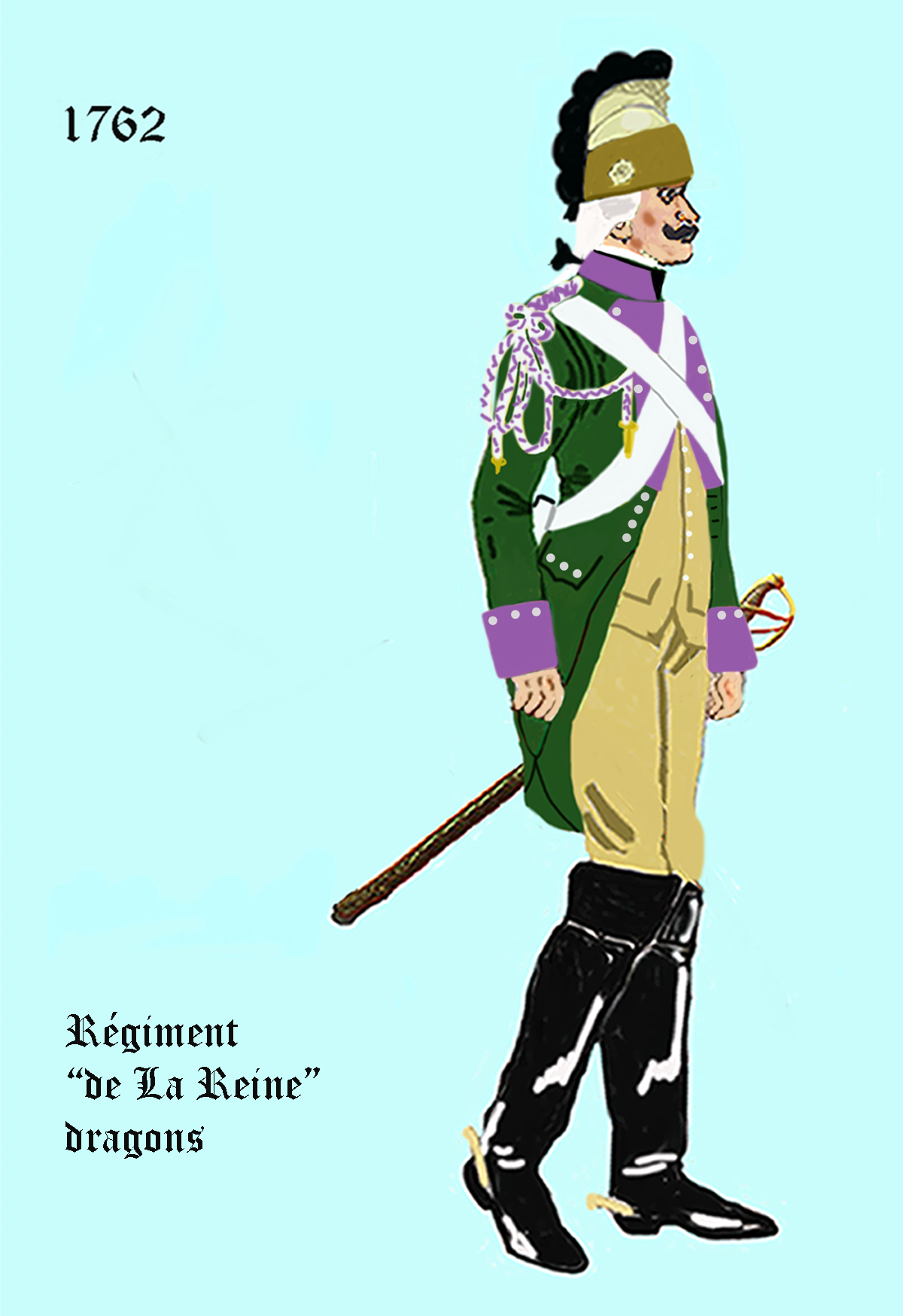
Uniform des Regiments von 1762 - 1763

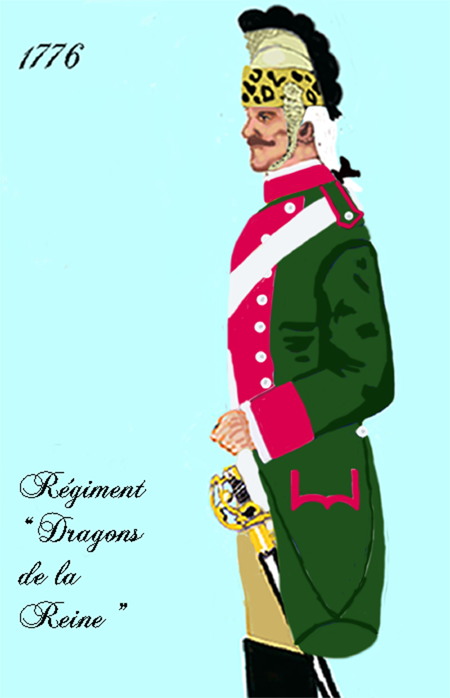
Uniform des Regiments 1776

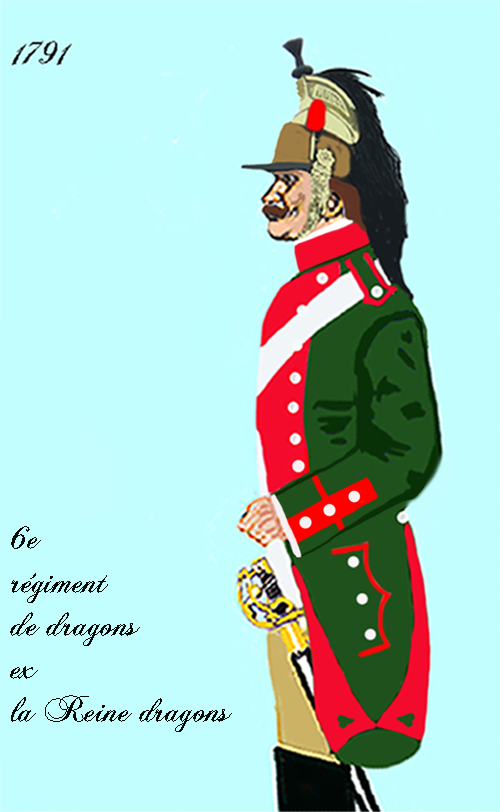
Uniform des Regiments 1791

Das Régiment  la Reine dragons – dann 6e régiment de dragons (6e RD) war ein Verband der französischen Kavallerie, der 1673 aufgestellt wurde.
Es wurde, inzwischen auf Panzer umgerüstet, 1992 aufgelöst.

## Lebenslauf
- 14. September 1673: Aufgestellt als Régiment d’Hocquincourt
- 1675: Umbenannt in Régiment des dragons de la Reine
- 1791: Umbenannt in 6e régiment de dragons
- 1814: Umbenannt in Dragons de Monsieur
- 1815: Umbenannt in 6e régiment de dragons, (nach der Herrschaft der Hundert Tage aufgelöst)
- 1816: Wiederaufgestellt als Dragons de la Loire
- 1825: Umbenannt in 6e régiment de dragons
- 1940: Aufgelöst
- 1951: Wiederaufgestellt als 6e régiment de dragons
- 1960: Umgewandelt in ein Ausbildungszentrum (Centre d’instruction) für den Panzer AMX-13
- 1963: Aufgelöst
- 1964: Wiederaufgestellt als  6e régiment de dragons (aus Teilen des 3e régiment de spahis algériens)
- 1992: Aufgelöst

## Mestres de camp/Colonels/Chefs de brigade
Mestre de camp war die Rangbezeichnung für den Regimentsinhaber und/oder den tatsächlichen Kommandeur. Sollte es sich bei dem Mestre de camp um eine Person des Hochadels handeln, die an der Führung des Regiments kein Interesse hatte (wie z. B. der König oder die Königin) so wurde das Kommando dem Mestre de camp lieutenant (oder Mestre de camp en second) überlassen. Die Bezeichnung Colonel wurde von 1791 bis 1793 und ab 1803 geführt, von 1793 bis 1803 verwendete man die Bezeichnung Chef de brigade. Ab 1791 gab es keine Regimentsinhaber mehr.
- 1673: Mestre de camp Gabriel de Monchy d’Hocquincourt – gefallen am 25. Juli 1675 bei der Attacke auf die Kirche von Gramshusen (Sohn des Marschalls Hocquincourt) (Holländischer Krieg)
- 1791: Colonel – Louis-Marthe de Gouy d’Arsy -
- 1792: Colonel – Marc Pierre de la Turmeliere
- 1792: Colonel – Blaise Duval
- 1792: Colonel – Jacques Louis François Delaistre Tilly
- 1793: Chef de brigade François Philibert Michel Pelicot
- 1794: Chef de brigade – François Jourdan
- 1794: Chef de brigade – Vincent (?)
- 1794: Chef de brigade – Jean-Louis-François Fauconnet
- 1796: Chef de brigade und Colonel 1803 – Jacques Lebaron
- 1807: Colonel – Cyrille-Simon Picquet
- 1813: Colonel – Claude Mugnier
- 1814: Colonel – Jean-Baptiste Saviot
- 1855: Colonel – Jean Jacques Paul Félix Ressayre
- 1963–1964: Lieutenant-colonel – Jeannerod
- 1965: Lieutenant colonel – Lediberder
- 1967: Colonel – Fournier
- 1969: Lieutenant colonel – O’Delant
- 1971: Colonel – Maillard
- 1972: Lieutenant colonel – Carabin
- 1974: Colonel – Delcourt
- 1976: Lieutenant colonel – de Cotton
- 1978: Lieutenant colonel – Thiébaut
- 1980–1982: Colonel Burel
- 1982–1984: Colonel Winckel
- 1984–1986: Colonel Cailloux
- 1986–1988: Colonel Lefebvre
- 1988–1991: Colonel Francon
- 1991–1992: Lieutenant-Colonel Riedinger

bis dahin waren als Kommandeur des Regiments:
- der  Chef de brigade Vincent: gefallen am 26. April 1794
- der Colonel Lebaron: gefallen am 6. Februar 1807
- der Colonel Picquet: verwundet am 11. Juli 1812

### Ancien Régime
Am 14. September 1673 wurde per königlichem Dekret durch den Chevalier d'Hocquincourt in der französischen Festung Philippsburg ein Dragonerregiment errichtet, das zunächst den Namen „Règiment de drangons d’Hocquincourt“ führte. Zwei Jahre später wurde es zum Leibregiment der Königin Marie-Thérèse bestimmt und in « Régiment dragons de la Reine » umbenannt. Danach war dann bis zum Jahre 1791 die jeweilige Königin der Regimentsinhaber bzw. Colonel ehrenhalber des Regiments.
Es bestand aus vier Escadronen zu je zwei Kompanien. Jede Kompanie hatte einen Capitaine, zwei Lieutenants und fünfzig bis sechzig Dragoner.
Die Personalstärke änderte sich analog zum Friedens- oder Kriegszustand und war auch von den jeweiligen königlichen Befehlen abhängig.
- Österreichischer Erbfolgekrieg

11. Mai 1745: Schlacht bei Fontenoy
Im Jahre 1787 lag das Regiment in Verdun in Garnison.

### Französische Revolution|Revolution und Erstes Kaiserreich
- 1792 : Kanonade bei Valmy, Kämpfe bei Quiévrain, Schlacht bei Jemappes, Schlacht bei  Menen
- 1793 : Schlacht bei Neerwinden, Kämpfe bei Lille, und Gertruydenberg
- 1794 : Kämpfe bei Mouscron, Courtrai, Tourcoing und Malines in der «Armée du Nord»
- 1795 : Belagerung von Mainz
- 1796 : Gefechte bei Renchen, Rastatt, Neumühl, Schlacht bei Biberach
- 1800 : Schlacht bei Marengo, Gefechte bei Pozzolo und Mozembano
- 1805 : Schlacht bei Ulm, Gefecht bei Ebersberg, Schlacht bei Austerlitz Vor der Schlacht  wurde ein Detachement von 50 Dragonern in der Ortschaft  Wischau eingeschlossen und musste sich einer Abteilung Kosaken ergeben.[3]
- 1806 : Feldzug in Deutschland und Polen

Schlacht bei Jena, Gefechte bei Scheltz, Zehdenick, Prenzlau, Bieżuń
Abgeordnet zur «Armée de Rhin-et-Moselle» (Rhein-Mosel-Armee)
- 1807 : Schlacht bei Eylau, Schlacht bei Friedland
- 1809 : Schlacht bei Alba de Tormes
- 1811 : Belagerung von Ciudad Rodrigo und Fuentes de Oñoro
- 1812 : Schlacht bei Salamanca
- 1813: Schlacht bei Vitoria

Feldzug nach Deutschland, Völkerschlacht bei Leipzig
- 1814:  Feldzug in Frankreich,  Schlacht bei Brienne, Schlacht bei La Rothière, Mormant, Saint-Dizier.
- 1815 : Feldzug nach Belgien, Schlacht bei Ligny, Schlacht bei Waterloo, Gefecht bei Rocquencourt

### 1815–1848
k. A.

### Zweite Republik und Zweites Kaiserreich
- Teilnahme am Krimkrieg
  - Schlacht bei Kanghil 1855

### Erster Weltkrieg
- Bei Kriegsausbruch war das Regiment in Vincennes stationiert, es gehörte zur «5e brigade de dragons» (5. Dragonerbrigade). Diese war von August 1914 bis zum November 1918 der «1e division de cavalerie» (1. Kavalleriedivision) unterstellt.

#### 1914
- In Sedan, dann Einsatz im Grenzschutz
- Kämpfe bei Rossignol
- Erste Flandernschlacht.

#### 1915
- Kämpfe bei Montdidier (Somme), im Artois

die leichte Gruppe kämpfte bei  Gancourt und Roclincourt

#### 1916
In diesem Jahr gaben die Dragoner die Pferde ab und wurden im Grabenkampf im Artois und an der Somme eingesetzt
die leichte Gruppe stand im Abschnitt Compiègne

#### 1917
- Kämpfe an der Oise
- Während der Periode der Unruhen und Meutereien wurden drei Dragonerbrigaden zu Sicherungsaufgaben nach Paris und in die großen Industriezentren abgestellt. Hier bewachten sie unter anderem Bahnhöfe und Munitionsdepots.[4]
- Kämpfe an der Aisne

#### 1918
- Operationen nördlich der Oise Marne und Champagne

### Zweiter Weltkrieg
Das Regiment kämpfte bis zum Waffenstillstand und wurde dann aufgelöst

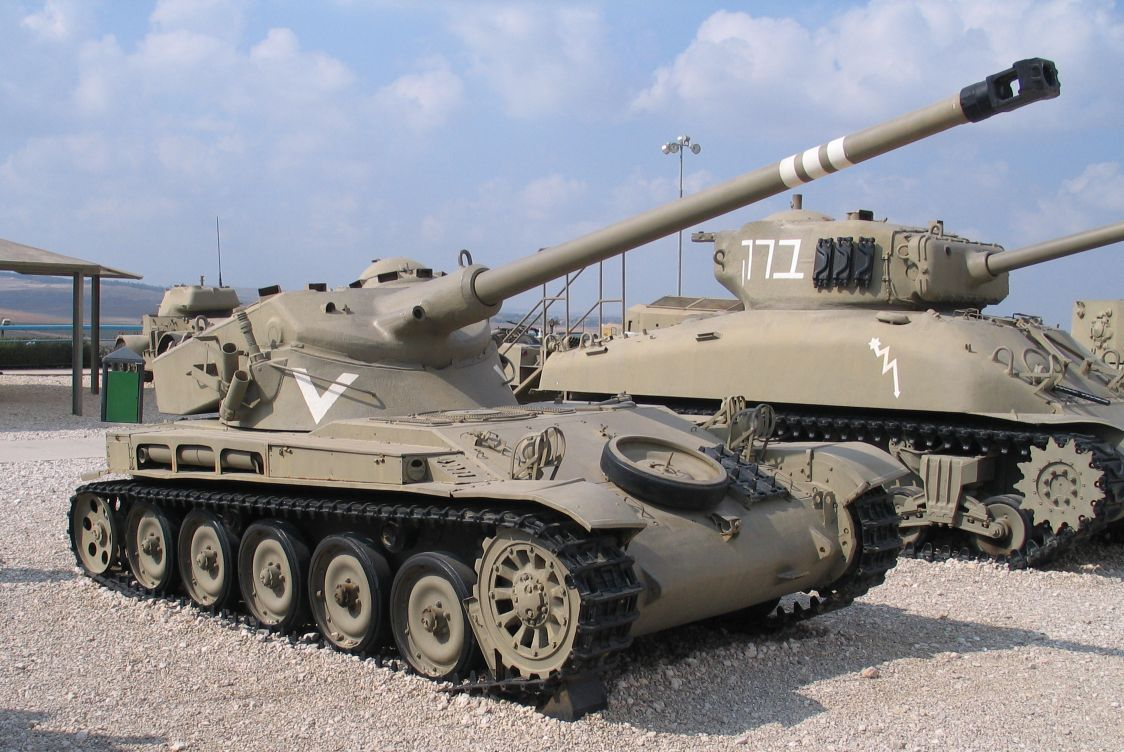
Panzer der Erstausstattung

### Nach 1945
- Das Regiment wurde im Jahre 1951 in Besançon wieder aufgestellt und 1960 in ein Ausbildungszentrum (Centre d’instruction) für den Jagdpanzer AMX-13 umgewandelt. 1964 erhielt es wieder seine alte Aufgabenstellung und Bezeichnung.
- Es war dann von 1964 bis 1978 in Lachen-Speyerdorf, einem Ortsteil von Neustadt an der Weinstraße stationiert. Bis 1972 bestand das Hauptwaffensystem aus dem AMX-13, danach wurde auf den AMX-30 umgerüstet.
- Im Jahre 1978 verlegte das Regiment nach Saarburg, wo es bis zur Auflösung verblieb. Es gehörte zur 1er division blindée (1. Panzerdivision).

Zum 1. Juli 1977 wurden die Brigadeverbände aufgelöst und die Panzerregimenter direkt den verbliebenen Panzerdivisionen unterstellt. Das 6eRD gehörte jetzt zu den Divisionstruppen der «1e division blindé» in Trier.
Nach der 3. Escadron im Oktober 1980 wurde im Februar 1981 auch die 1. Escadron zur Aufstellung des 11e régiment de chasseurs à cheval nach Berlin abgegeben.
Mit der Aufstellung der «Force d’action rapide» (Schnelle Eingreifkräfte) wurde im Jahre 1984 eine Reorganisation der Armee notwendig. Die Division vom Modell 1977 wurde reformiert, was bei den gepanzerten Regimentern den Fortfall der 5. Escadron bedeutete. Gleichzeitig wurde der Bestand an Kampfpanzer pro Zug auf vier verringert. Jede Panzerschwadron verfügte von da an als Sicherung und Bedeckung über drei Züge mechanisierte Infanterie mit vier Radpanzern VAB.
Aufgrund der deutschen Wiedervereinigung und des damit verbundenen Truppenabbaus in Europa, wurde das Regiment zum 31. Juli 1992 aufgelöst.

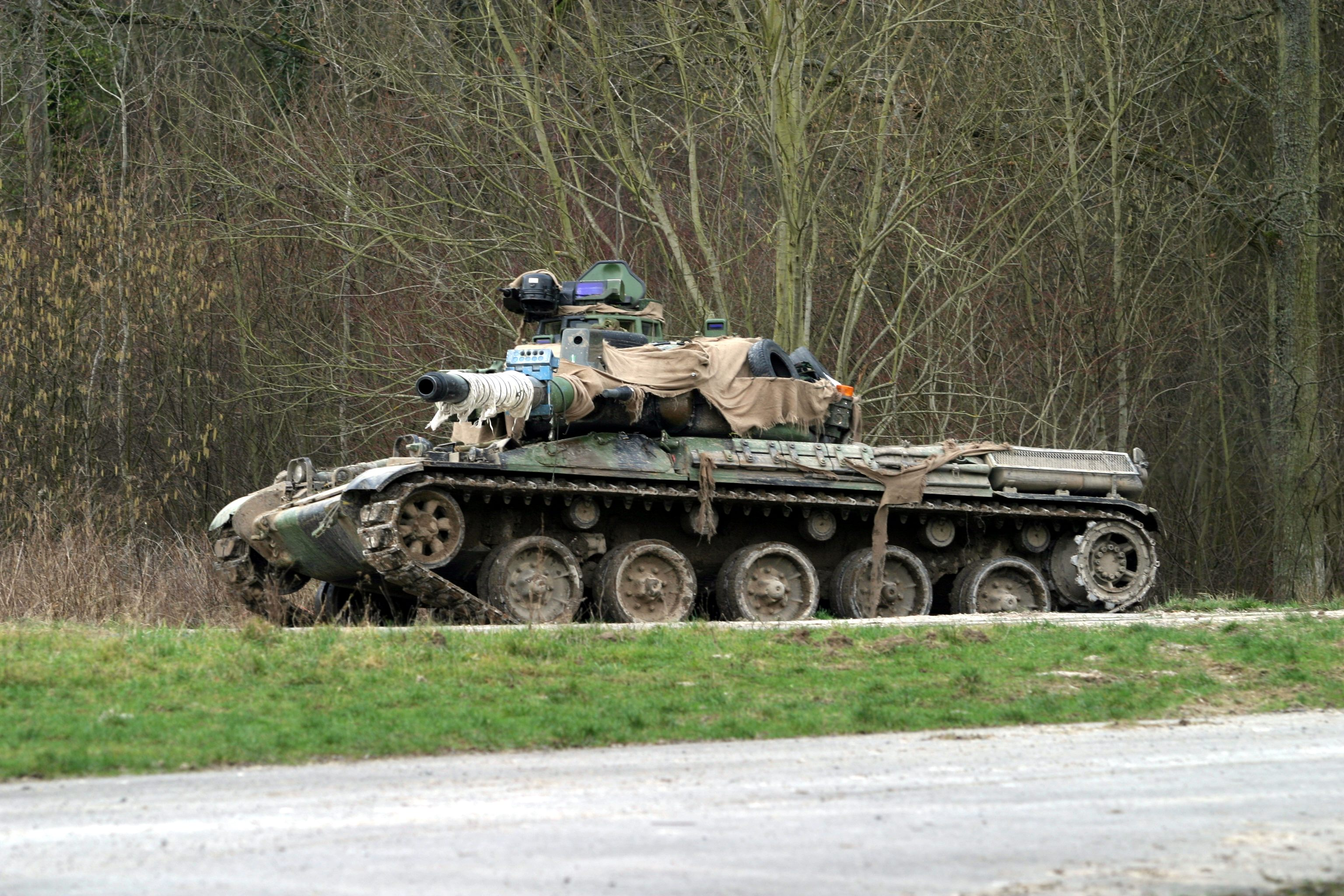
Der zuletzt verwendete Panzertyp AMX-30 B

Zu diesem Zeitpunkt bestand das Regiment:
- Escadron de Commandement et des Services (Stabs- und Versorgungsescadron)
- 1eescadron (vier Züge zu je vier Kampfpanzern und einem Infanterie-Sicherungszug + ein Chefpanzer)
- 2eescadron (vier Züge zu je vier Kampfpanzern und einem Infanterie-Sicherungszug + ein Chefpanzer)
- 3eescadron (vier Züge zu je vier Kampfpanzern und einem Infanterie-Sicherungszug + ein Chefpanzer)
- 4eescadron (vier Züge zu je vier Kampfpanzern und einem Infanterie-Sicherungszug + ein Chefpanzer)
  - Total

70 Kampfpanzer inklusive ein Kommandeurspanzer und ein Umsteigefahrzeug
2 AMX10 PC (Kommandofahrzeuge)
3 AMX30Dépannage (Bergepanzer) mit den Namen « Athos », « Porthos » und « Aramis »
23 VAB (davon drei Kommandofahrzeuge)
Der Personalbestand betrug:
28 Offiziere
157 Unteroffiziere (davon drei weibliche)
237 Mannschaften
1 französischer Zivilangestellter
9 Zivilangestellte mit ausländischer Staatsbürgerschaft
Material und Personal wurden auf das 3e und 5e régiment de dragons, sowie auf das 4e régiment de cuirassiers (la Reine Cavalerie) aufgeteilt.
Das Regiment hatte zwei Patenschaften mit ausländischen Einheiten, es war das deutsche «Panzerbataillon 14» in Hildesheim und das belgische 2de Regiment Jagers te Paard (Jäger zu Pferde) in Lüdenscheid.

## Inschriften auf  der Standarte
Die Standarte des Regiments trägt auf der Rückseite in goldenen Lettern die Namen der Schlachten, an denen es ehrenvoll teilgenommen hat.:
- Valmy 1792
- Marengo 1800
- Austerlitz 1805
- Friedland 1807
- Kanghil 1855
- L’Yser 1914
- Picardie 1918

## Auszeichnungen
- Das Band der Standarte ist mit dem Croix de guerre von 1914 bis 1918 mit einem Palmenzweig und mit dem Croix de guerre 1939–1945 mit ebenfalls einem Palmenzweig dekoriert.

## Devise
Mort au champ d’honneur (Sterben auf dem Feld der Ehre)

## Bekannte Angehörige des Regiments
- Jean Henri Hassenfratz  1781.
- Anne-François-Charles Trelliard
- Henry Beyle alias Stendhal als  sous-lieutenant während des Feldzuges nach Italien 1799–1800
- Die vier späteren Revolutionsgeneräle:

Thomas Alexandre Dumas
Jean Louis Brigitte Espagne
Louis Chrétien Carrière de Beaumont
Joseph Piston
- Joseph Ernest Joba
- Marie-Charles David de Mayrena, als  Marie I. kurzzeitig König von   Sedang